# Orto botanico Pierina Scaramella
L'Orto botanico "Pierina Scaramella" (2.200 m²), noto anche come Orto botanico dell'Università di Urbino, è un giardino botanico gestito dall'Università di Urbino e situato in via Bramante 28 ad Urbino, nelle Marche.

## Storia
Il giardino fu istituito nel 1809 dal botanico Giovanni de' Brignoli di Brünnhoff. Il giardino botanico copre 2200 metri quadrati ed è diviso in tre terrazze inclinate lungo il lato della collina dove sorge la città di Urbino.

## Struttura
- Prima terrazza: Hortus simplicium. Quest'area, completamente rinnovata e modificata nei primi anni del 1900, è spaziosa ed ha al centro una piccola vasca con alcune specie acquatiche tra cui: Nymphaea alba, Menta aquatica, Myriophyllum verticillatum, Eichhornia crassipes. Da questo punto si può notare l'imponente scala a tre rampe che conduce all'ingresso principale del giardino e alla serra costruita nel 1813 da De Brignoli. Al suo interno vengono collocate tutte le piante che non sopportano il freddo invernale e che solo in estate vengono posizionate lungo i sentieri e le aiuole nel giardino. Tutto lo spazio è utilizzato per la coltivazione e lo studio delle piante medicinali ( "i semplici") disposte in tredici aiuole e raggruppate in base alle proprietà e quindi all'uso che ne deriva: 
  - piante attive sulla pelle, sul sistema digestivo, quello cardiocircolatorio, nervoso, genito-urinario, respiratorio;
  - piante ad azione purgativa, antiparassitaria e insetticida.

Il design è stato realizzato in modo da permettere al visitatore di scoprire le origini storiche e scientifiche dei giardini dei semplici e la loro importanza nell'uso medicinale. Sui bordi perimetrali del giardino si trovano alcuni esemplari arboricoli: Ginkgo biloba, Picea excelsa e Cedrus deodara. 
- Seconda terrazza. Dal semplice giardino, alcuni gradini, fiancheggiati da due piccole vasche, conducono al secondo ripiano. Sul lato destro c'è una vecchia pompa in ferro battuto, opera dell'artigiano Quinto Galvani (1849). L'intera area è stata divisa fin dalle sue origini in lunghe e strette aiuole rettangolari che delimitano molti piccoli sentieri. La disposizione delle specie erbacee e arbustive, realizzata secondo il sistema linneano, è stata quindi modificata in base alle esigenze di coltivazione e alle condizioni climatiche locali. Lungo i sentieri si trovano alcuni alberi ad alto fusto: Tilia heterophylla, Gleditschia triacanthos, Calliandra houstoni. Le ultime aiuole adiacenti del convento di San Francesco, ombrose e umide, ospitano le felci.
- Terza terrazza. Altri quattro gradini conducono all'ultima terrazza del giardino, un sistema strutturato come il secondo. Qui vengono ospitate specie appartenenti a varie famiglie, un Taxus baccata e Fagus sylvatica che risalgono al tempo della fondazione del giardino. Quest'ultima terrazza termina con il muro di cinta in cui, in estate, viene collocata una parte della collezione di piante grasse. A destra e dietro la serra, troviamo un'area in cui sono presenti diversi alberi ad alto fusto tra i quali: il leccio (Quercus ilex), l'acero (Acer pseudo-platanus), l'Ailanthus (Ailanthus glandulosa), Il cipresso (Cupressus sempervirens) e il frassino (Fraxinus excelsior). Piccole aiuole irregolari accolgono alcune specie di sottobosco. Nel 1813 fu costruita una grande serra e nel 1812 il primo catalogo del giardino elencava 2731 specie.

## Specie
Oggi il giardino contiene piante medicinali e ornamentali come Ailanthus glandulosa, Sophora japonica e Cycadaceae e Gymnospermae. Gli alberi includono Acer pseudo-platanus, Fagus sylvatica, Fraxinus excelsior, Quercus ilex e Taxus baccata.